# Ourense
Ourense (galicijsko [owˈɾɛnsɪ], špansko Orense [oˈɾense]) je glavno mesto province Ourense v avtonomni skupnosti Galicija na severozahodu Španije. Ima okoli 105.000 prebivalcev. Leži ob portugalski poti svetega Jakoba (Camino de Santiago), prečkajo pa ga reke Miño, Barbaña, Loña in Barbañica. Znano je tudi kot A cidade das Burgas  (v galicijščini) zaradi svojih toplih vrelcev in je eno izmed evropskih mest z največjo termalno dediščino.

## Ime
Ourense je uradno ime mesta, ki ga priznava Hunta de Galicia. Ime province je bilo ustrezno prilagojeno španskemu zakonu iz leta 1998.
Kraljeva španska akademija [za jezik] je sprejela Orense, špansko govoreče prebivalstvo pa ga lahko uporablja v neuradnih dokumentih.
Ime mesta verjetno izhaja iz la ciudad del oro (Auriense, mesto zlata) in opisuje ogromna nahajališča plemenite kovine, ki jih je mogoče najti v reki. Druga teorija je, da so Rimljani mesto poimenovali Aquae Urentes (pekoča voda) zaradi žveplovih izvirov, imenovanih Burgas. Burgas pa verjetno izvira iz latinske burca za 'bazen'.

## Zgodovina
Izvor mesta lahko zasledimo pri Rimljanih in prisotnosti vročih vrelcev, imenovanih Burgas. Te je mogoče videti še danes. Prav tako je bilo treba mesto okrepiti, da bi zaščitili enega najlažjih načinov prečkanja reke Miño. Po Rimljanih je bil Ourense v večini 5., 6. in 7. stoletja del kraljestva Svebov (Svebi), ki so ga Mavri uničili leta 716. Kasneje ga je okoli 877 obnovil Alfonz III. Asturski, a so napadi arabskega poveljnika Almanzorja znova uničili mesto. Šele v 11. stoletju pod Sanchem II. Kastiljskim in njegovo sestro Doño Elviro je bilo mesto ponovno naseljeno. Dokončni mestni impulz je prišel v 12. stoletju, ko je Ourense postal pomembno središče storitev. V zadnjem času se je mesto veliko trudilo, da bi zagotovilo nove parke, mostove, vodnjake in geotermalne vrelce, da bi mesto postalo privlačnejše.

## Geografija
Starodavno mesto Auria je bilo na obeh bregovih reke Miño v južnem osrednjem delu Galicije, na nadmorski višini 128 metrov.
Mesto prečkajo štiri reke: Miño (glavna reka), Barbaña, Loña in Barbañica. Največja reka ločuje precej industrijsko zahodno predmestje, ki vsebuje železniško postajo, od glavnine mesta. Poleg znanega rimskega mostu Ponte Vella, ki je zdaj zaprt za promet vozil, reko prečkajo tri ceste in železnica. Mesto je obdano z gozdovi, predvsem hrasta in bora.
Ena glavnih turističnih znamenitosti je povezana z vročimi izviri, saj ima Ourense eno največjih količin geotermalne vode v Evropi, in je leta 2009 postalo eno od šestih ustanovnih mest Evropskega združenja zgodovinskih termalnih mest. Ocenjuje se, da tri milijone litrov vročih vrelcev teče vsak dan po vsej provinci. Obstaja več krajev, imenovanih pozas, burgas (galicijski izrazi) ali termas (skupni izraz za galicijščino in španščino), z ali brez vstopnine, kjer se lahko kopa na prostem. Eden od njih (As Burgas) je v starem mestnem jedru, in se nanaša na starodavno rimsko tradicijo, saj so odkrili ruševine rimske kopeli, ki so zdaj odprte za obiskovalce.
Ob reki Miño je še več toplih vrelcev:
- Termas da Chavasqueira so v bližini gasilskega doma in glavnega vhoda v mesto, obdane z zelenimi površinami in reko Miño. Njene vode tečejo pri 63 ° C in so bikarbonirane, fluorirane in žveplene s srednjo mineralizacijo.
- Fonte do Tinteiro; to je vodnjak z ročnim vlečenjem, ki izloča nizko mineralizirane, alkalne, žveplove, fluorirane in mezotermalne vode, in je le 500 metrov od termalnega območja A Chavasqueira, s temperaturo 43 ° C.
- Pozas do Muíño da Veiga so 3 km iz mesta, poleg starega prenovljenega mlina. Prostor ima velik glavni vroči izvir 200 m2, drugi 130 m2 in dva druga po 55 oziroma 45 metrov. Njegove vode tečejo pri temperaturi med 65 ° C in 72 ° C. Kar zadeva sestavo, so to nizko mineralizirane, fluorirane, silicirane in alkalne vode.
- Pozas de Outariz so blizu Pozas do Muíño da Veiga, 4 km od mesta in imajo dva različna dela, ločena z mostom za pešce, ki povezuje cesto OU-402 z ograjenim prostorom: na vrhu je vrelec Pozas de Outariz in na dnu Burgas de Canedo. Vode v tem ograjenem prostoru so nizko mineralizirane, fluorirane, silicirane in bikarbonirane. Temperatura, pri kateri te vode tečejo, je 60 ° C.

### Podnebje
Ourense ima vroče poletno sredozemsko podnebje (Köppnova podnebna klasifikacija: Csa). Poletja imajo vroče dnevne temperature okoli 30 ° C, medtem ko so zime mokre z dnevnimi najvišjimi temperaturami pri 12 ° C in se spustijo za nekaj stopinj nad lediščem. 3. avgusta 2018 je Ourense zabeležil svoj najtoplejši dan pri 42,7 ° C. Gre za mikroklimo, ustvarjeno z edinstveno orografijo Ourenseja, na katero vpliva dolina reke Miño, saj se podnebje Galicije na splošno šteje za prehodno oceansko ali toplo poletno sredozemsko podnebje (Köppnova podnebna klasifikacija: Csb).

### Prebivalstvo
Njegovih 105.233 prebivalcev (2019) predstavlja 34,2 % prebivalstva province in je tretje največje mesto Galicije.
Leta 2019 je v mestu živelo 14.171 tujcev, kar predstavlja 13,5 % celotnega prebivalstva. Glavne narodnosti so Portugalci (31,8 %), Venezuelci (11,2 %) in Romuni (7,9%).
Po podatkih iz leta 2018 32,3 % prebivalstva vedno govori v galicijščini, 17,1 % vedno govori v španščini, ostali pa uporabljajo oba zamenljivo.

## Gospodarstvo
Gospodarstvo mesta Ourense zaznamuje prevlada storitvenega sektorja, mesto ima največ nakupovalnih možnosti in prostega časa v provinci ter upravne storitve (delegacija Hunta, centralni in deželni vladni uradi), izobraževalne (kampus Univerze v Vigu ) in bolnišnični kompleks Ourense. Pomembna je tudi gradbena industrija (Copasa, eno največjih galicijskih gradbenih podjetij, ima sedež v mestu).
Industrijsko območje San Cibrao das Viñas ima veliko lahke industrije, vključno z več pomembnimi tovarnami oblačil, kot sta Adolfo Dominguez in Roberto Verino, ter avtomobilsko dobaviteljsko industrijo.

Ourense je znan proizvajalec pravega kostanja (Castanea sativa).
Coren, eno najpomembnejših podjetij v španskem kmetijskem sektorju, ima sedež v Ourenseju. Najbolj brani pokrajinski časopis je La Región.

## Znamenitosti
Čeprav je Ourense večinoma mesto storitev, ni brez turističnih znamenitosti. Mesto ima tri dele: srednjeveški, območje širitve 19. stoletja in sodoben obod. Mnogi, ki gredo mimo po cesti, ki povezuje Madrid z Vigom, se ne zavedajo srednjeveške četrti z njenimi ozkimi ulicami in drobnimi trgi. Nekoč območje nekega dotrajanega šarma je območje zdaj v prenovi in je polno tipičnih restavracij in barov, ki jih obiskujejo univerzitetni študentje v mestu. Plaza Mayor je središče mestnega življenja s svojimi arkadnimi trgovinami in mestno hišo.
Stolnica sv. Martina, Ourense je najpomembnejši spomenik v Ourenseju. Ta stolnica (ustanovljena 572; obnovljena v 13. stoletju) je druga najstarejša v Galiciji. Zavzema isto mesto kot svebška bazilika, ki je tam stala v pred njo. Romanska arhitektura, vendar z mešanico z gotskega sloga, je precej skrita, vsebuje pa fasado z Vrati raja v imitaciji Vrat slave stolnice v Santiago de Compostela. V notranjosti Capilla del Cristo ali Kristusova kapela (16. stoletje) vsebuje razpelo, ki ga častijo po vsej Galiciji.
Reko Miño v Ourenseju prečka Ponte Vella (Stari most). Na rimskih temeljih ga je škof Lorenzo leta 1230 obnovil, vendar ga od takrat pogosto popravljajo; ima sedem lokov in osrednji razpon43 m.
La Ruta de la Plata in Portugalska pot, različice Jakobove poti, obe potekata neposredno skozi Ourense. La Ruta de la Plata, najdaljša od vseh poti Camina, se začne v Sevilji in se premika proti severu skozi zahod države. Romarji na obeh poteh so pomembni za turistično industrijo Ourenseja, zlasti v svetih letih svetega Jakoba, ko je promet na Caminu še posebej velik.

## Pomemba meščanka
- Antonia Ferrín Moreiras, matematik, profesorica in prva galicijska ženska astronom, rojena v Ourense.[14]